# Isotiocianato
Um isotiocianato é um análogo do isocianato, com enxofre no lugar do oxigênio.

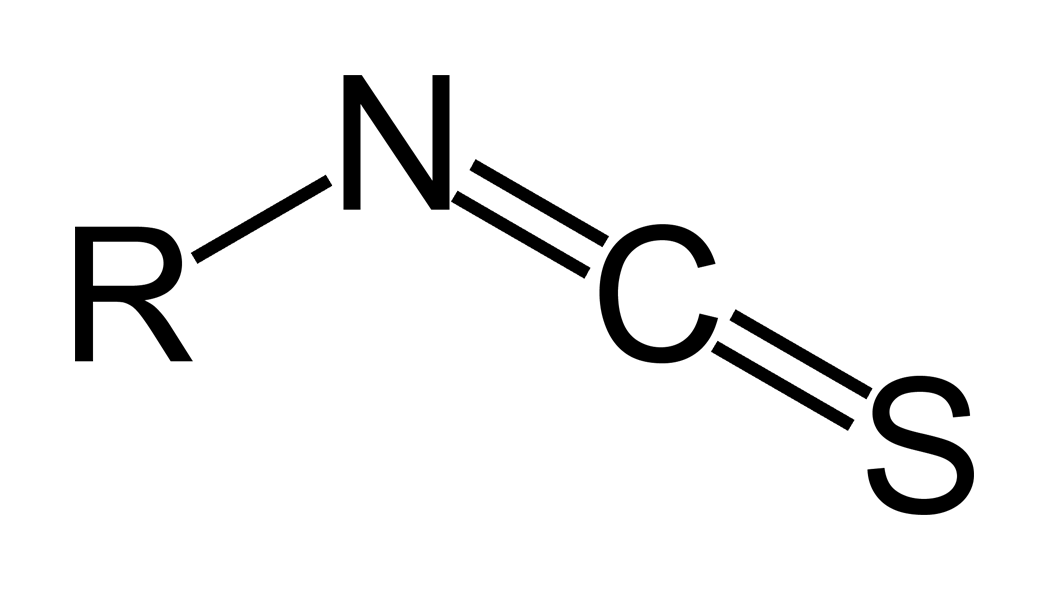
Isotiocianato
Isocianato

## Em Biologia
O isotiocianato é um composto formado a partir dos glicosinolatos através da ação de uma enzima chamada mirosinase, presente em vegetais como couve-flor, o repolho, brócolis, couve-manteiga e couve de bruxelas, por exemplo.